# 眾神之怒
《眾神之怒》（英語：Wrath of Gods）是一部2006年紀錄片，由喬恩·古斯塔夫森執導。電影講述加拿大導演史都拉·根勤森和他的團隊在電影《貝武夫：勇士傳奇》的製作過程經歷。這部紀錄片的主要焦點是《貝武夫：勇士傳奇》的導演史都拉·根勤森，但其他參與拍攝的還有傑瑞德·巴特勒、史戴倫·史卡斯格、莎拉·波莉、艾迪·馬森、托尼·库兰、羅南·維博特、羅伊·麥克凱恩。《眾神之怒》的導演喬恩·古斯塔夫森也有在《貝武夫：勇士傳奇》中的一名戰士。

## 演員
- 傑瑞德·巴特勒
- 史都拉·根勤森（英语：Sturla Gunnarsson）
- 溫迪·奧德（Wendy Ord）
- 保羅·斯蒂芬斯（Paul Stephens）
- 埃里克·喬丹（Eric Jordan）
- 馬丁·迪蘭尼（英语：Martin Delaney (actor)）
- 邁克爾·考恩（Michael Cowan）
- 史戴倫·史柯斯嘉
- 莎拉·波莉
- 英格瓦·埃格特·西於爾松（英语：Ingvar Sigurdsson）
- 托尼·庫蘭
- 喬恩·古斯塔夫森（英语：Jon Gustafsson）

## 獎項
- 2007年牛津國際電影節（英语：Oxford International Film Festival）：觀眾獎-最佳紀錄片[3]
- 2007年石溪電影節（英语：Stony Brook Film Festival）：電影製作成就獎
- 2007年納帕索諾瑪酒鄉電影節（Napa Sonoma WineCountry Film Festival）：最佳紀錄片
- 2007年娛樂世界節（Entertainment WorldFest）電影和視頻製作雷米銅獎
- 2007年普萄牙MOFF Santarém：特別獎
- 2007年猶他州Red Rock電影節：評審團大獎[3]

## 外部連結
- 官方网站
- 互联网电影数据库（IMDb）上《Wrath of Gods》的资料（英文）